# Кассий Дион (консул 291 года)
Ка́ссий Ди́он (лат. Cassius Dio) — государственный деятель Римской империи конца III века.

## Биография
Кассий был, вероятно, внуком или правнуком известного историка Диона Кассия Кокцейяна, семья которого происходила из Никеи в Вифинии. Представители этого рода появились в сенате при Траяне, а первым известным представителем был, очевидно, Кассий Асклепиодот, казненный при Нероне.
В 291 году Кассий Дион был назначен вторым консулом, вместе с Гаем Юнием Тиберианом. В 295 году (возможно, с 1 июля 294 по 1 июля 295) занимал должность проконсула Африки, а с 18 февраля 296 года по 297 год находился на посту префекта Рима.
Известно, что Дион Кассий имел дом на Палатине; также в одной из надписей он называется шестым среди сенатором, внесших 600 000 сестерциев для постройки здания, что говорит о его богатстве.